# Roberto de Évreux
Roberto II, Arcebispo de Ruão (depois de 989 – 1037), e conde de Évreux, foi um poderoso e influente prelado, membro da família que apoiou cinco duques da Normandia.

## Vida
Era filho de Ricardo I, duque da Normandia e sua segunda esposa, Gunora. Era irmão mais novo do duque Ricardo II e tio do duque Roberto I. Havia sido nomeado arcebispo de Ruão por seu pai por volta de 989 ou 990 e tinha recebido o condado de Évreux, ao mesmo tempo. Roberto estava bem consciente de que estava destinado à igreja e aparentemente aceitou o seu papel tanto como arcebispo e conde voluntariamente. Mas sempre estava envolvido na política normanda e foi um poderoso adepto dos duques normandos. Roberto tinha comprovado ser um poderoso aliado eclesiástico de seu pai, Ricardo I, bem como o seu irmão, Ricardo II, e no momento da morte deste último efetivamente tornou-se o conselheiro sênior masculino ao clã ducal. Mas seu sobrinho Ricardo III teve um reinado turbulento e curto de pouco mais de um ano e quando substituído por seu irmão Roberto I, como duque da Normandia, o prelado Roberto tinha uma grande quantidade de problemas restringindo o novo duque. Em 1028 se viu cercado e, em seguida, banido por seu jovem sobrinho. Roberto I, então, sitiou Hugo d'Ivry, Bispo de Bayeux que, junto com o arcebispo Roberto, aparentemente tinha questionado sua autoridade como duque. De seu exílio na França, excomungou seu sobrinho e colocou a Normandia sob um interdito.
O arcebispo e duque finalmente chegaram a um acordo e, para facilitar o levantamento da interdição e excomunhão, o duque Roberto restaurou o arcebispo à sua sé, a seu condado de Evereux, e voltou todas as suas propriedades. Para ilustrar ainda mais a sua mudança de coração em direção à igreja, o duque normando restaurou a propriedade que ele ou seus vassalos havia confiscado, e em 1034 tinha retornado todas as propriedades da igreja, incluindo as tomadas da Abadia de Fécamp. Em 1033 Roberto cavalgou em uma grande campanha contra o seu primo duplo Alano III, duque de Bretanha. Ele e Alano foram atacados na ida e volta, mas finalmente uma paz foi negociada entre eles pelo retorno do arcebispo Roberto, seu tio mútuo.
Em seus últimos anos, percebendo seus erros passados, começou a doar livremente aos pobres e se comprometeu em reconstruir a igreja da catedral de Ruão. Em 1035 o duque Roberto tinha decidido ir em uma peregrinação a Jerusalém. Depois de fazer seu filho ilegítimo Guilherme seu herdeiro e organizar o arcebispo a vigiar e proteger o jovem herdeiro, o duque partiu em sua peregrinação para nunca mais voltar para casa. O arcebispo Roberto cumpriu sua promessa e efetivamente governou a Normandia como regente de Guilherme até sua morte em 1037, o que causou quase imediatamente um aumento da ilegalidade na Normandia.
Orderico Vital relaciona um grande saltério ricamente ilustrado dado ao arcebispo Roberto por sua irmã, a Rainha Ema, esposa do rei Etelredo. Em um catálogo de livros na Catedral de Ruão criado no século XII, foi encontrada uma referência a um livro em particular, o Benedictionarius Roberti archiepiscopi, que foi dado à igreja de Ruão pelo arcebispo Roberto da Normandia. Desde essa altura, tornou-se a propriedade da cidade de Ruão, onde é preservado (No. 27) como o Benedictional of Æthelgar, possivelmente para as orações que continha no final à coroação dos reis e rainhas anglo-saxônicas.

## Família
Casou-se com Herlevea e juntos tiveram os seguintes filhos:
- Ricardo, Conde de Évreux (morto em 1067);[1]
- Raul de Gacé, Sire de Gace.[1] Casou-se com Basília, filha de Geraldo Flaitel. Eles tiveram um filho, Roberto, que morreu sem herdeiros. Basília casou pela segunda vez com Hugo de Gournay;[15]
- Guilherme de Évreux.[1] Casado com Hawise de Échauffour, filha de Giroie, Senhor do Échauffour, e teve uma filha, Judite, que se casou com Rogério I da Sicília.[16]